# Fort Sint-Joseph

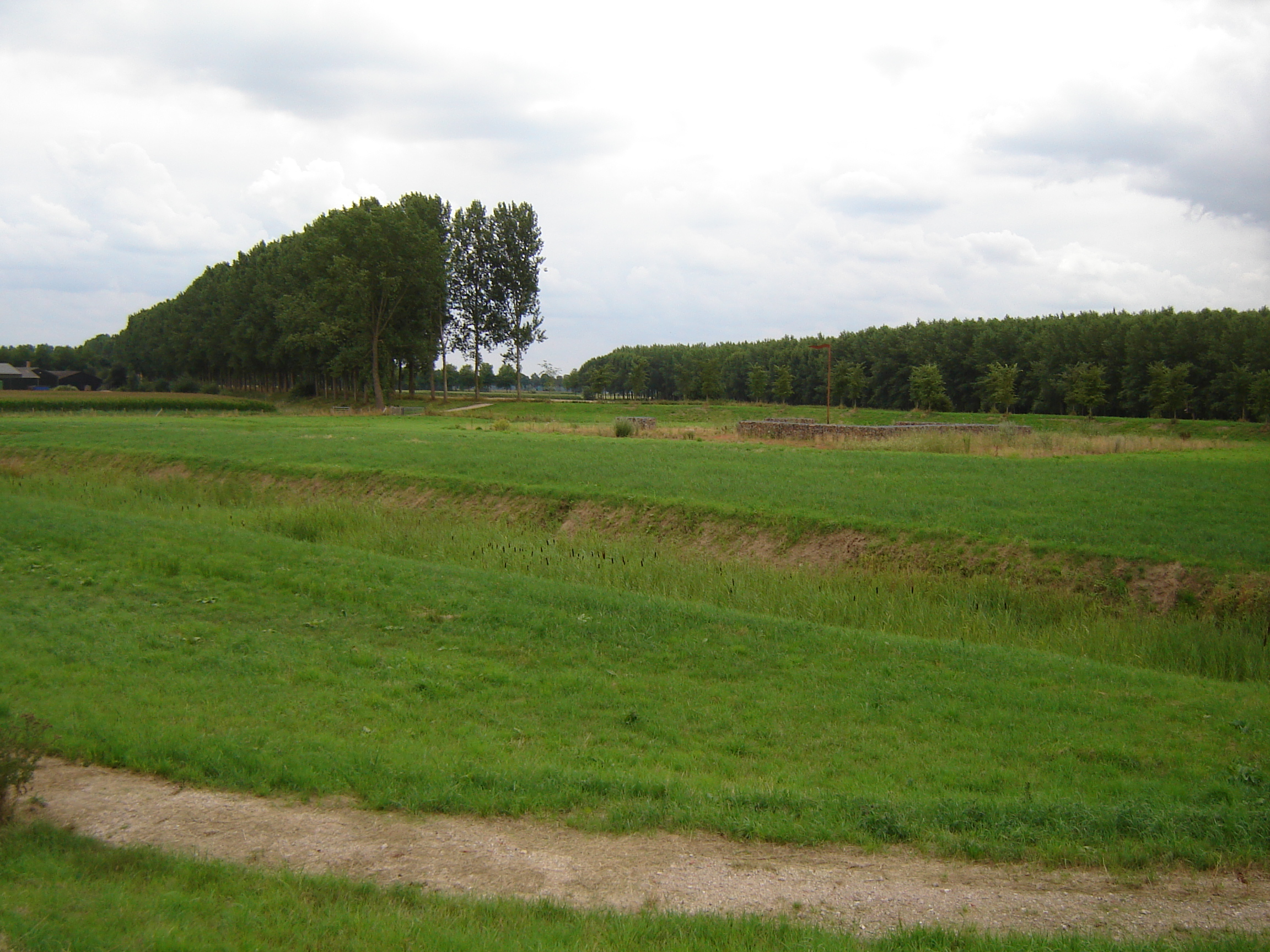
Fort Sint-Joseph

Fort Sint-Joseph is een fort in het Nederlandse Koewacht. Het bevindt ten noordoosten van Zuiddorpe, aan de samenkomst van Fortdijk West, Blijpolderse Weg en Uilendreef.
Het maakt deel uit van de Linie van Communicatie tussen Hulst en Sas van Gent, die in 1634 door de Spaansgezinden werd aangelegd om het achterland te beschermen tegen Staatse invallen. In 1645 viel de linie in handen van de Staatsen.
Het fort is gelegen tussen het Fort Sint-Marcus en het Fort Sint-Jacob. Het betreft een vierkante aarden redoute. De contouren van het fort zijn altijd zichtbaar gebleven in het landschap en de gracht en omwalling werden omstreeks 2008 gerestaureerd.
Tegenwoordig wordt het gebied beheerd door Staatsbosbeheer, en het is vrij toegankelijk.